# روتیل
ساختار روتایل یکی از پلی‌مورف‌های معدنی TiO۲ است. آناتاز و بروکایت پلی‌مورف‌های (چندریخت‌های) دیگر آن هستند.
روتایل یکی از بالاترین شاخص‌های ضریب انعطاف‌پذیری در طول موج‌های مرئی از هر کریستال شناخته شده را دارد و همچنین دارای پراکندگی مخصوصاً بزرگ و پراکندگی زیاد است. با توجه به این خصوصیات، برای ساخت عناصر نوری خاص، به ویژه اپتیک پلاریزاسیون، برای طول موجهای دیدنی و مادون قرمز طولانی‌تر تا حدود ۴٫۵ میکرومتر مفید است.
روتایل طبیعی ممکن است حاوی ۱۰٪ آهن و مقادیر قابل توجهی نیوبیوم و تانتالوم باشد. Rutile نام خود را از rutilus لاتین به معنی قرمز گرفته است. این نام به رنگ قرمز عمیقی اشاره دارد که در برخی از نمونه ها هنگام عبور نور از آن‌ها قابل مشاهده است. روتایل برای اولین بار در سال ۱۸۰۳ توسط ابراهیم گوتلوب ورنر توصیف شد.

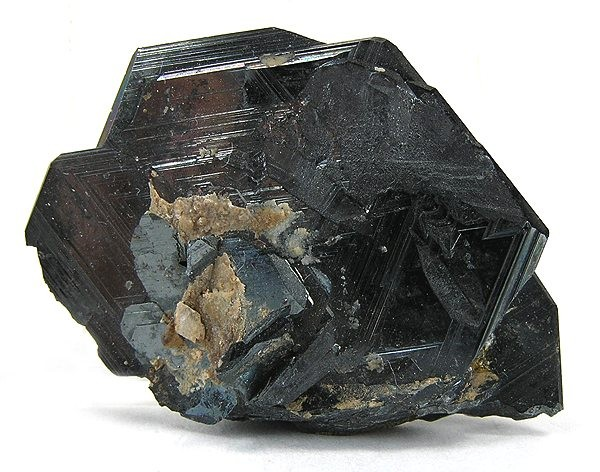
عمومی

| تهس                   | Oxide minerals                                             |
| فرمول(repeating unit) | TiO2                                                       |
| Strunz دسته‌بندی       | 4.DB.۰۵                                                    |
| ستم کریستالی          | Tetragonal                                                 |
| اس کریستالل           | Ditetragonal dipyramidal (4/mmm) H-M symbol: (4/m 2/m 2/m) |
| وه فضار               | P42/mnm                                                    |
| مت واحدهاس            | a = 4.5937 Å, c = ۲٫۹۵۸۷ Å; Z = ۲                          |

| Identification  | Identification                                                                                         |
| --------------- | --- |
| گن              | Reddish brown, red, pale yellow, pale blue, violet, rarely grass-green; black if high in Nb–Ta         |
| مشخصات کریستالف | Acicular to Prismatic crystals, elongated and striated parallel to [001]                               |
| قلوییو          | Common on {011}, or {031}; as contact twins with two, six, or eight individuals, cyclic, polysynthetic |
| Cleavage        | {110} good, {100} moderate, parting on {092} and {۰۱۱}                                                 |
| ستک             | Uneven to sub-conchoidal                                                                               |
| مقیاس سختی Mohs | ۶٫۰–۶٫۵                                                                                                |
| رخششv           | Adamantine to submetallic                                                                              |
| رگه             | Bright red to dark red                                                                                 |
| افیتف           | Opaque, transparent in thin fragments                                                                  |
| جاذبه ویره      | 4.23 increasing with Nb–Ta content                                                                     |

| خصات نوریش    | Uniaxial (+)                               |
| یب شکستر      | nω = 2.613, nε = 2.909 (589 nm)            |
| ست مضاعفک     | 0.296 (589 nm)                             |
| د رنگین       | Weak to distinct brownish red-green-yellow |
| اکندگیر       | Strong                                     |
| بلیت ذوبا     | Fusible in alkali carbonates               |
| الیتل         | Insoluble in acids                         |
| ناخالصی عمومی | Fe, Nb, Ta                                 |
| دیگر مشخصات   | Strongly anisotropic                       |
| منابع         | [۱][۲][۳][۴]                               |

## Contents
- 1 Occurrence
- 2 Crystal structure
- 3 Uses and economic importance
- 4 Synthetic rutile
- 5 See also
- 6 References
- 7 External links

## ساختار

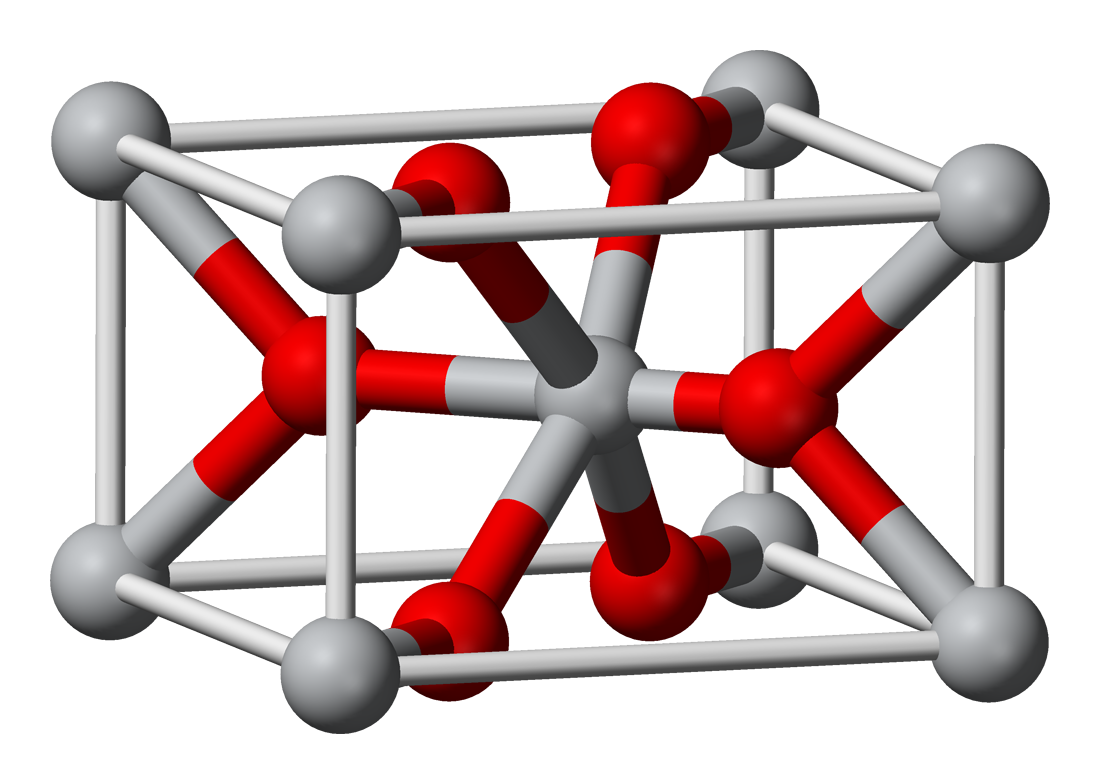

ساختار روتایل یکی از ساختارهای دوتایی مواد است که در آن‌ها کاتیون‌ها به صورت مکعبی با وجوه مرکز پر قرار گرفته و آنیون‌ها نیمی از حفره‌های هشت وجهی را پر می‌کنند.